# Serjania nigricans
Serjania nigricans är en kinesträdsväxtart som beskrevs av Ludwig Radlkofer. Serjania nigricans ingår i släktet Serjania och familjen kinesträdsväxter. Inga underarter finns listade i Catalogue of Life.